# Mitzvah goreret mitzvah
 (février 2019).
 (juin 2021).
Si vous disposez d'ouvrages ou d'articles de référence ou si vous connaissez des sites web de qualité traitant du thème abordé ici, merci de compléter l'article en donnant les références utiles à sa vérifiabilité et en les liant à la section « Notes et références ».
Mitzvah goreret mitzvah, averah goreret averah (hébreu: מצווה גוררת מצווה; עברה גוררת עברה) est une phrase signifiant : « une mitzvah (bonne action) entraîne une autre bonne action, une mauvaise action entraîne une autre mauvaise action », selon le traité Pirkei Avot 4:2 de la Mishna.